# Elisio Calenzio
Elisio Calenzio (o Calenzo) (Le Fratte, 1430 – Le Fratte, 1503) è stato un umanista e poeta italiano, poeta in lingua latina, accademico Pontaniano col nome di Elisius Gallutius, educatore e segretario di Federico d'Aragona.

## La vita
Elisio Calenzo nacque nella terra de Le Fratte, l'attuale Ausonia (Italia), nel 1430. Per volere del padre si recò a Napoli per studiare legge. Quindi frequentò l'Università di Roma, ma abbandonò gli studi seguendo la sua vocazione poetica. Di quel periodo ci è pervenuto il poemetto che lo iniziò a far conoscere negli ambienti letterari, Croacus su de Bello ranarum ac murium, scritto a 22 anni e ideato sulla tradizione della Batracomiomachia.
A 35 anni fu scelto da Ferdinando I, re di Napoli, per educare l'allora tredicenne Federico, ultimo re Aragonese di Napoli. Elisio non si limitò alla sola educazione del secondogenito del re, ma ne divenne confidente e successivamente collaboratore, svolgendo incarichi diplomatici per il Regno.
Nel 1483 assunse il ruolo di governatore di Squillace; i quel periodo la città calabrese ottenne dei Capitoli che garantivano una moderna equità di diritti ai cittadini, senza distinzione di religione. Elisio seguì Federico nei suoi viaggi diplomatici in Europa e rimase con lui finché, oramai minato nella salute, si ritirò nel suo paese natale ove morì verso il 1503. Fu sepolto secondo le sue volontà nel santuario di Santa Maria del Piano.

## La poetica
Calenzio venne a contatto con la cultura europea di prima persona grazie ai suoi viaggi diplomatici al seguito di Federico I e va iscritto nel circuito intellettuale dell'Umanesimo. La sua produzione poetica è in latino, per lo più in pentametri, molto apprezzata da Giovanni Pontano e da Jacopo Sannazaro.
Di grande creatività immaginifica, racconta nelle sue opere vicende allegoriche e romantiche. Della sua giovinezza è il poemetto, Croacus su de Bello ranarum ac murium, scritto a 22 anni e ideato sulla tradizione della Batracomiomachia. È molto sensibile alla condizione femminile e alla libertà amorosa. Come ispiratrice delle sue opere Elisio ha la giovane Aurimpia da Ventosa, che ama corrisposto.
Ci sono pervenute circa centocinquanta epistole, di cui molte a Federico, a cui da consigli sull'esercizio del potere. Si esprime nelle sue lettere private su temi moderni contro la violenza, in particolare la guerra e la pena capitale.
Calenzio si sente vicino al mondo della flora e della fauna e alla solarità di questi regni e invita gli uomini a non cacciare senza una vera esigenza.
L'Opuscula Elisii Calentii, unica sua opera stampata, venne messa all'Indice in quanto non allineata al pensiero sociale dominante.
È partecipe della concezione della storia condannata a ciclicità e dei poeti come primi sapienti e educatori.